# L'Assomption
L'Assomption è un comune del Canada, situato nella provincia del Québec, nella regione di Lanaudière.